# Oeax rufescens
Oeax rufescens es una especie de escarabajo longicornio del género Oeax, subfamilia Lamiinae. Fue descrita científicamente por Breuning en 1939.
Se distribuye por el continente africano. Posee una longitud corporal de 11,5 milímetros.